# Hannoverscher Radsport Club von 1912
Der Hannoversche Radsport Club von 1912 e.V. (HRC) ist ein Radsport-Verein in Hannover, der neben Radrennen auch Radtourenfahren und gemütliches Radwandern anbietet. Das Vereinshaus findet sich im Stadtteil Calenberger Neustadt, Weddigenufer 23, kaum 100 Meter vor dem Zusammenfluss von Leine und Ihme.

## Geschichte

### Radsport-Club Zugvogel
Noch im Deutschen Kaiserreich gründeten 1912 zwölf Einzelfahrer des Reichs-Verbandes Allgemeine Radfahrer-Union den „Radsport-Verein Zugvogel“. Schon ein Jahr später organisierte der Verein das Rennen um den „Großen Heidepreis“, der von Hannover nach Walsrode und zurück führte.
In der Weimarer Republik holte der Verein den Titel als Deutscher Meister im Vereins-Mannschaftsfahren, im Jahr darauf stellte er 1925 den Deutschen Rasen-Radballmeister. 1928 gerieten die Mitglieder in Kontroversen hinsichtlich der Bindung an Sponsoren der Industrie – erst nach der Zeit des Nationalsozialismus vereinigten sich die Mitglieder 1946 wieder. Trotz der zuvor durch die Luftangriffe auf Hannover im Zweiten Weltkrieg zu 90 % zerstörten Innenstadt entwickelte sich die Stadt zu einer Hochburg des Radrennens mit regelrechten „Fahrradschlachten“ und heute kaum noch vorstellbaren Zuschauermassen. Bald konnte der Radsport-Club bundesweit beachtete Erfolge verbuchen: Otto Gremblewski wurde 1953 in Solingen „auf einer sehr schweren Strecke“ Deutscher Jugendmeister, Hanns Brinkmann am 22. Juli 1956 Deutscher Meister bei den Amateuren.

### Radsport-Vereinigung Zugvogel-Albatros von 1912
In den Wiederaufbaujahren mangelte es Anfang der 1960er Jahre an Nachwuchs, woraufhin 1965 der „Zugvogel“ mit dem „Bicycle-Club Albatros Hannover von 1897“ fusionierte zur „Radsport-Vereinigung Zugvogel-Albatros von 1912 e.V.“, der dadurch mit 106 Mitgliedern seinerzeit zum drittgrößten Radsportverein in Norddeutschland aufstieg. Nur drei Jahre später fusionierte dieser 1968 wiederum mit dem Radsport-Club Schwarz-Weiß zum „Hannoverschen Radsport Club von 1912“.

### Hannoverscher Radsport Club von 1912 e.V.
Der nun größere Verein kann neben zahlreichen anderen Erfolgen in Landesmeisterschaften auf den Gewinn der Deutschen Meisterschaft im 1.000-m-Zeitfahren 1971 durch den Fahrer Karl Köther jun. zurückblicken.
Der Verein war Ausrichter für die Deutsche Meisterschaft der Damen 1974. Im Jahr darauf initiierte der langjährige Vorsitzende des Clubs, Reinhard Kramer, die „Nacht von Hannover“ – das nächtliche Rennen anfänglich rund um die Markthalle, später um das Opernhaus, fand bis einschließlich des Jahres 2011 jährlich statt.

## Titel & Erfolge (unvollständig)
- 1992 – Bernd Dittert und Christian Meyer werden bei den Olympischen Sommerspielen in Barcelona Sieger im Mannschaftsfahren auf der Straße über 100 km.[9]
- 1998 – Hans-Joachim Schippel wird Weltmeister der Senioren im Straßenfahren
- 2014 – Jonas Bokeloh wird Junioren-Straßenweltmeister bei der Straßen-Radweltmeisterschaft in Ponferrada.

## Schriften
- Club-Information / Hannoverscher Radsport-Club v. 1912 e.V., Mitteilungsblatt des Hannoverschen Radsport-Clubs v. 1912 e.V., Jg. 18, Nr. 1, 1985 u.ö. DNB 551489219